# Tylko Muzyka
Tylko Muzyka (in italiano Solo Musica) è stata una rete televisiva mainstream polacca gestita e di proprietà di TVP.